# Sławomira
Sławomira – staropolskie imię żeńskie, złożone z członów Sławo- („sława”) i -mira („pokój, spokój, dobro”). Mogło oznaczać „sławiąca pokój”. Notowane w źródłach od 1386 roku, występujące także w wariantach Sławomirz (fem.) i Sławomirza. Przykładowe dawne możliwe zdrobnienia: Sławna, Sławka, Sławnica, Sławocha. 
Męskie odpowiedniki: Sławomir i Sławomiar. 
Sławomira imieniny obchodzi 23 grudnia.

## Kobiety noszące imię Sławomira
- Sławomira Łozińska – polska aktorka
- Sławomira Walczewska – działaczka feministyczna i społeczna, filozofka, publicystka, eseistka, tłumaczka, redaktorka
- Sławomira Wronkowska-Jaśkiewicz – polska naukowczyni, profesor nauk prawnych.